# Justin Stewart
Justin Stewart is een personage uit de televisieserie Power Rangers. Hij werd geïntroduceerd in de film Turbo: A Power Rangers Movie en bleef een vast personage gedurende de hele erop volgende serie, Power Rangers: Turbo. Daarnaast had hij nog een gastoptreden in Power Rangers in Space. Hij werd gespeeld door Blake Foster.

## Geschiedenis
Justin verscheen voor het eerst in Turbo: A Power Rangers Movie, waarin hij per ongeluk de Rangers’ identiteiten ontdekte. Justins vader was altijd op zakenreis en zijn moeder was overleden. Justin bezocht het vechttoernooi waar Rocky DeSantos en Tommy Oliver aan mee deden om geld in te zamelen voor het Angel Grove jeugdcentrum. Toen Rocky zich lelijk bezeerde bij een val en naar het ziekenhuis moest, zocht Justin hem op. Hier ontdekte hij per ongeluk de Rangers’ identiteiten. Dit kwam voor Rocky echter goed aangezien de Rangers nodig waren om Divatox te stoppen. Daar hij zelf niet kon gaan, stuurde hij Justin in zijn plaats.
Gedurende de rest van de film verdween Justin naar de achtergrond, maar in de serie kreeg hij een grotere rol. Hij bood Rocky, die inmiddels genezen was, aan zijn oude positie terug te nemen, maar die sloeg dat aanbod af.
Gedurende de serie keerde Justins vader onverwacht terug, die een nieuwe baan had genomen in Angel Grove zodat hij niet meer hoefde te reizen. Dit kwam rond hetzelfde moment dat Divatox en haar leger de Rangers’ Power Chamber vonden en vernietigden. Toen de overige vier Turbo Rangers de ruimte in gingen om Divatox te achtervolgen en de gevangen Zordon te bevrijden, besloot Justin op het laatste moment achter te blijven op aarde.
Justin keerde echter weer terug in Power Rangers in Space. Toen de Space Rangers waren gevangen bij een poging Storm Blaster, een van de twee levende auto’s uit Power Rangers: Turbo die was gevangen door Divatox, te bevrijden. Storm Blaster wist naar de Aarde te vluchten en haalde Justin op. Hij gaf Justin tevens de gelegenheid nog eenmaal de Blauwe Ranger te worden. Justin bevrijdde de space rangers, waarna de zes ook Lightning Cruser (de tweede auto) wisten te redden.

## Trivia
- Justin was de jongste ranger ooit (zijn leeftijd wordt geschat op 11 of 12, Blake Fosters echte leeftijd rond die tijd).
- Justin was de eerste ranger die een ouder had verloren. Zijn moeder was overleden ergens voor aanvang van Turbo: A Power Rangers Movie. Dit werd herhaald met Dana and Ryan Mitchell (Roze en Titanium Lightspeed Rangers), en Cameron Watanabe (Groene Samurai Ranger). Cole Evans (Rode Wild Force Ranger), en Blake en Hunter Bradley (Navy en Crimson Thunder Rangers) hadden beide ouders verloren. Sky Tate (Blauwe SPD Ranger) had zijn vader verloren
- Justin was de enige Ranger die de gehele Turbo Serie meedeed. Dit is in overeenstemming met Billy Cranston, die de enige Ranger was die de hele MMPR serie meedeed.
- Hoe het kon dat Justin wanneer hij in zijn Rangervorm veranderde naar het formaat van een volwassene groeide werd niet verklaard.
- Justin werd aan de serie toegevoegd in de hoop zo ook een jong publiek aan te spreken. Dit mislukte echter.
- Onder oudere fans van de serie was Justin niet bepaald geliefd. Hij wordt dan ook voor een groot deel als reden gezien dat Power Rangers: Turbo flopte.